# Rom AG
Die Rom AG ist ein belgischer Hersteller von Polstermöbeln mit Hauptsitz in Eupen. In den letzten Jahren erfolgte eine Spezialisierung auf die IT-gestützte Konfiguration von Polstermöbeln und die Vernetzung von Polstermöbeln mit „Smart Home“-Systemen. Das Unternehmen ist der größte Polstermöbelhersteller Belgiens.

## Geschichte
Das Unternehmen wurde 1961 von Herbert und Katharina Rom gegründet. Nachdem zunächst Wäschetruhen produziert wurden, erfolgte in den 1970er Jahren der Umstieg auf die Herstellung von gepolsterten Sitzschalen, die ausschließlich in den Beneluxländern verkauft wurden.
In den 1980er Jahren wurde das Unternehmen neu ausgerichtet. Moderne Polstermöbel ersetzten 1984 die bis dato produzierten Stühle und Tische. Der Vertrieb weitete sich in Europa aus. 1990 übernahm der Sohn Paul Rom die Geschäftsführung.
Seit 2010 konzentriert sich die Rom AG auf die Herstellung und Erweiterung von Polstermöbeln im „Smart Home“ Bereich sowie auf die Herstellung und Erweiterungen eines vertriebsunterstützenden Produktkonfigurators mit 3D Viewer. 2011 arbeiteten 740 Mitarbeiter für das Unternehmen. 2016 zählte das Unternehmen rund 950 Mitarbeiter, davon sind 80 am Stammsitz in Eupen tätig.

## Besonderheiten
Endverbrauchern wird ermöglicht, Polstermöbel in 10-cm-Schritten individuell zu planen. Komplementär dazu bietet das Unternehmen mit der iRom-App die Möglichkeit, aus verschiedenen Funktionen, Bezügen und anderen Varianten die Garnitur in einem 3D-Konfigurator digital abzubilden.
2015 entwickelte die Rom AG zudem Softwarelösungen, die das Konzept Internet der Dinge in Polstermöbel integrieren So wurde zunächst die Mobile App „Aladin cosycontrol“ zur Marktreife gebracht und 2017 durch das Bedien-Touchpad „Aladin Easytouch“ erweitert. Beide Konzepte ermöglichten eine Steuerung und Speicherung von im Polstermöbel eingebauten Komfortfunktionen. Die Konzepte wurden in den Jahren 2014 und 2017 zum Patent angemeldet.
Mit den Labels „rom1961.com“ und „sensoo“ stellte die Rom AG 2021 eigenständige Polster-Brands vor.